# Sei Muroya
Sei Muroya (室屋 成, Muroya Sei, Osaka, 5 april 1995) is een Japans voetballer die als verdediger speelt bij FC Tokyo.

## Clubcarrière
Sei Muroya begon zijn carrière in 2016 bij FC Tokyo.

## Japans voetbalelftal
Sei Muroya nam met het Japans voetbalelftal deel aan de Olympische Zomerspelen 2016. Muroya maakte op 12 december 2017 zijn debuut in het Japans voetbalelftal tijdens een wedstrijd om het Oost-Aziatisch kampioenschap voetbal 2017 tegen Noord-Korea.

## Statistieken
| Japans voetbalelftal | Japans voetbalelftal | Japans voetbalelftal |
| Jaar                 | Wed.                 | Dlp.                 |
| -------------------- | -------------------- | -------------------- |
| 2017                 | 1                    | 0                    |
| 2018                 | 3                    | 0                    |
| 2019                 | 6                    | 0                    |
| Totaal               | 10                   | 0                    |